# Hardwired
„Hardwired“ je píseň americké thrashmetalové skupiny Metallica. Jejími autory jsou James Hetfield a Lars Ulrich. Jde o první singl z jejího desátého alba Hardwired...to Self-Destruct. Představen byl dne 18. srpna 2016. K písni byl rovněž natočen videoklip.